# 広瀬友莉子
広瀬 友莉子（ひろせ ゆりこ、1975年3月1日 - ）は、日本のAV女優。
身長:163cm、スリーサイズ：B96cm･W58･H90。

## 略歴
1997年　嶋田ゆり名義でドラマ「ビーチボーイズ」
2001年「スキヤキ!!ロンドンブーツ大作戦」のヤミスキのコーナーに出演(共演:宮澤寿梨、吉野瑠衣、幸田磨衣子)
田島リナから早乙女ゆりという芸名でグラビア活動をしていたが、2003年に広瀬友莉子に改めてAVデビューした。いわゆる美巨乳でかつ、長身、美脚で、抜群のスタイルである。

## 出演作品
- PASSION情熱（2003年1月24日(VHS)、1月31日(DVD)、宇宙企画）
- DESIRE 欲望（2003年2月21日、宇宙企画）
- 悶絶巨乳女医!快感に震えるデカボイン!!（2003年3月21日、アリスJAPAN）
- 淫夢（2003年4月20日、宇宙企画）
- ウルトラ・ミックス 広瀬友莉子（5月16日、宇宙企画）
- 広瀬友莉子 ドリル（5月16日、メディアバンク）
- 犯されたヴィーナス（2003年5月30日、VIP）
- FEVER Vol.1（7月25日、メディアバンク）他19名出演
- 宇宙企画 2003DX（7月25日、宇宙企画）他9名出演
- Rebirth 誕生（2003年8月30日、レックオーバー）
- FANTASIA 夢幻（2003年9月30日、レックオーバー）
- Celeb（2003年10月30日、レックオーバー）
- GAME（2003年11月30日、レックオーバー）
- あこがれの女教師（2003年12月30日、レックオーバー）
- Remix 広瀬友莉子（2004年7月26日、レックオーバー）
- REC-OVER SPECIAL AVに転身したタレント達（2004年10月30日、レックオーバー）他出演:YUKA、松下みらの、水野ちか、川奈ゆき
- ザ・レイプコレクション 濡れてないもん…（2005年9月23日、デジタルバンク）他出演:黒沢愛、今宿まこと、秋吉志帆、綾瀬ルリ、仲山うさぎ、妹岳なつめ
- コスプレ☆パラダイス（2005年10月21日、デジタルバンク）他出演:黒沢愛、薫桜子、渡瀬晶、奥菜つばさ、今井絵理、新山愛里、ひろせまなつ、百華、秋吉志帆

### 写真集
- Baccara（撮影：細野晋司、出版：英知出版、1998年10月発売）田島リナ名義
- Breeze（撮影：清水清太郎、出版：音楽専科社、1999年4月発売）早乙女ゆり名義
- babe（撮影：腰塚光晃、出版：ルー出版、1999年9月発売）早乙女ゆり名義
- CANTIK （撮影：竹内彩、出版：竹書房、2003年1月発売）
- neguro gato （撮影：竹内彩、出版：竹書房、2003年6月27日発売）